# Muerte a Secuestradores
Muerte a Secuestradores o MAS (en català: Mort a Segrestadors) va ser el primer grup paramilitar finançat pel narcotràfic a Colòmbia. La seva funció principal era protegir els capos de la màfia i terratinents de les accions de la guerrilla com les FARC-EP i el M-19 duent a terme assassinats selectius a segrestadors o gent relacionada amb la guerrilla. A la seva imatge va néixer MARCO, Mort als Revolucionaris Comunistes.

## Història
El MAS va ser creat per un grup de 200 capos de la droga en 1981 en resposta al segrest de Martha Nieves Ochoa per membres del M-19, qui demanaven 12 milions de dòlars pel seu alliberament. Martha Nieves, que aleshores tenia 26 anys, era la filla de Fabio Ochoa Restrepo (conegut ramader de cavalls, narcotraficant i rentador de diners) i germana de Jorge Luis, Juan David i Fabio, coneguts com els germans Ochoa, que formaven part del Càrtel de Medellín. El grup va publicar un comunicat al desembre d'aquest any en el qual expressava el seu desig de combatre el crim del segrest, tant els que eren duts a terme per la delinqüència comuna com aquells que eren realitzats pels grups subversius.
Pocs dies després d'aquest comunicat, el grup MAS, que ja comptava amb al voltant de 2.000 homes, va determinar que el gestor i autor intel·lectual del segrest era Luis Gabriel Bernal i va reaccionar segrestant 25 persones properes a ell, entre ells la seva núvia, el seu germà, la seva cunyada i els seus millors amics. El 16 de febrer de 1982 Martha Nieves va ser alliberada sense pagar rescat.
Encara que la seva existència va provocar inicialment una sensació de simpatia en la societat colombiana, posteriorment es va començar a veure una cara més fosca de les seves activitats. S'atribueix al MAS la mort de William de Jesús Parra Castillo, militant del grup Autodefensa Obrera (ADO) qui suposadament va participar en l'assassinat de l'ex ministre Rafael Pardo Buelvas. També se'ls atribueix l'assassinat del penalista Enrique Cipagauta Galvis, l'explosió d'una bomba a la casa de la periodista María Jimena Duzán i amenaces de mort a l'ex ministre Alfredo Vázquez Carrizosa.
Quan el Càrtel de Medellín va desaparèixer, els integrants del MAS van començar a buscar la manera d'integrar-se als grups d'autodefensa i paramilitarisme que havien nascut paral·lelament al seu, amb la qual cosa es va arribar a comptabilitzar més de 250 grups diferents que finalment es van agrupar entorn de les Autodefenses Unides de Colòmbia (AUC).